# 2. slovenská fotbalová liga 2013/2014
V soubojích 21. ročníku 2. slovenské fotbalové ligy 2013/14 se utkalo 12 týmů dvoukolovým systémem podzim - jaro.
Nováčky soutěže se staly 1. FC Tatran Prešov (sestup z Corgoň ligy) a dva vítězové regionálních skupin 3. ligy - FC Spartak Trnava „B“ a FK Pohronie.
Vítězem a zároveň i jediným postupujícím se stal tým FO ŽP ŠPORT Podbrezová. Z důvodu rozšíření druhé nejvyšší soutěže hrál poslední celek tabulky s desátým celkem východní skupiny třetí ligy baráž o 2. ligu. V ní Liptovský Mikuláš zvítězil až po penaltách a uchoval si tím druholigovou příslušnost i do dalšího ročníku.

## Konečná tabulka
| Poř. | Tým                          | Z  | V  | R  | P  | VG | OG | B  |
| ---- | ---------------------------- | -- | -- | -- | -- | -- | -- | -- |
| 1.   | FO ŽP ŠPORT Podbrezová       | 33 | 26 | 4  | 3  | 64 | 16 | 82 |
| 2.   | ŠK Partizán Bardejov         | 33 | 17 | 10 | 6  | 49 | 25 | 61 |
| 3.   | MFK Zemplín Michalovce       | 33 | 18 | 7  | 8  | 55 | 28 | 61 |
| 4.   | 1. FC Tatran Prešov          | 33 | 18 | 6  | 9  | 56 | 28 | 60 |
| 5.   | ŠK SFM Senec                 | 33 | 13 | 10 | 10 | 39 | 32 | 49 |
| 6.   | FC Spartak Trnava „B“        | 33 | 10 | 9  | 14 | 57 | 64 | 39 |
| 7.   | MŠK Rimavská Sobota          | 33 | 9  | 11 | 13 | 32 | 39 | 38 |
| 8.   | MFK Dubnica nad Váhom        | 33 | 10 | 5  | 18 | 30 | 64 | 35 |
| 9.   | FK Pohronie                  | 33 | 10 | 4  | 19 | 38 | 60 | 34 |
| 10.  | FK Slovan Duslo Šaľa         | 33 | 8  | 8  | 17 | 30 | 45 | 32 |
| 11.  | FC ŠTK 1914 Šamorín          | 33 | 8  | 7  | 18 | 33 | 55 | 31 |
| 12.  | MFK Tatran Liptovský Mikuláš | 33 | 7  | 7  | 19 | 25 | 52 | 28 |

Poznámky:
- Z = Odehrané zápasy; V = Vítězství; R = Remízy; P = Prohry; VG = Vstřelené góly; OG = Obdržené góly; B = Body

|  | postup do Fortuna ligy 2014/15 |
|  | baráž o 2. ligu                |

## Baráž o 2. ligu
| 18. června 2014 17:00        |            |                   |                                                        |
| MFK Tatran Liptovský Mikuláš | 0 : 0 (PP) | ŠK Futura Humenné | NTC Poprad, Poprad diváci: 887 rozhodčí: Ivan Kružliak |
|                              | Zpráva     |                   | NTC Poprad, Poprad diváci: 887 rozhodčí: Ivan Kružliak |

|                                                                    |       | Penaltový rozstřel                                              |  |
| Kuharčík Latiak Šavol Matić Asanović Jánošík Mizera Balluch Kubena | 5 : 4 | Hreško Jakubčo Šuľák Vasiľ Ovšianik Pillár Mihok Havrila Legdan |  |